# Edwin Middleton
Pour les articles homonymes, voir Middleton.
 Edwin Middleton (1865–1929) est un acteur de théâtre, scénariste et réalisateur de cinéma, actif dans les années 1910.

## Biographie
Edwin Middleton se produit au théâtre dans une compagnie de Philadelphie avant de se lancer dans le cinéma. En 1891 il a été acteur dans la pièce Sin and Shadow à Broadway, et il est crédité en 1906 pour la pièce Matilda en tant que Dr. Lamb.
Il dirige les débuts au cinéma de W. C. Fields dans le film Pool Sharks en 1915, et réalise plusieurs courts-métrages avec Bud Ross.
Il travaille pour la compagnie Gaumont à Jacksonville en Floride, et est un des organisateurs de la Motion Picture Directors Association de New York

## Filmographie
- 1912 : The Dream of a Motion Picture Director
- 1913 : Lime Kiln Field Day
- 1913 : One on Romance
- 1914 : Because of a Hat scénariste
- 1914 : Rip Van Winkle (1914)
- 1915 : The Flaming Sword
- 1915 : The Widow Wins [4]
- 1915 : Leave it to Cissy
- 1915 : Curling Cissy
- 1915 : Cissy's Innocent Wink
- 1915 : The Reformer
- 1915 : Ethel's Romeos
- 1915 : Pool Sharks  avec W.C. Fields
- 1915 : Wildfire
- 1915 : The Haunted Manor
- 1916 : The Isle of Love[5]
- 1916 : Flames of Vengeance
- 1916 : Armadale[6]
- 1916 : Gates of Divorce[7]
- 1916 : The Criminals Thumb
- 1916 : The Hidden Face
- 1916 : Gates of Divorce drame en trois actes[8]